# بوب كيبل
بوب كيبل (بالإنجليزية: Bob Keppel)‏ هو لاعب كرة قاعدة أمريكي، ولد في 11 يونيو 1982 في سانت لويس في الولايات المتحدة.

## وصلات خارجية
- بوب كيبل على موقع دوري كرة القاعدة الرئيسي (الإنجليزية)
- بوب كيبل على موقع الدوري الياباني لكرة القاعدة (الإنجليزية)
- بوب كيبل على موقعبيزبول رفرنس.كوم (الدوري الرئيسي) (الإنجليزية)
- بوب كيبل على موقعبيزبول رفرنس.كوم (الدوري الثانوي) (الإنجليزية)
- بوب كيبل على موقع إي إس بي إن.كوم (أم.أل.بي) (الإنجليزية)
- بوب كيبل على موقع مشجعي الرسوم البيانية (الإنجليزية)